# Samfundsvidenskabelig metode
Den samfundsvidenskabelige metode er en samlebetegnelse for alle de videnskabelige metoder, der bliver brugt af især samfundsvidenskabelige forskere for at undersøge mennesker, kultur, det sociale og samfund.
Man inddeler typisk metoderne i to kategorier: Kvantitativ og kvalitativ metode. Inden for naturvidenskaben arbejder man i høj grad også kvantitativt, når man for eksempel bedriver medicinsk eller astronomisk forskning, og inden for humaniora er forskningen i høj grad kvalitativ, hvilket blandt andet kommer til udtryk i fortolkning af værker og æstetik. Selvom der også findes kvalitativ forskning inden for naturvidenskaben og kvantitativ forskning inden for humaniora, er den samfundsvidenskabelige metode kendetegnet ved ikke at læne sig mere op af den ene som den anden. Alligevel finder man typisk metodiske præferencer inden for forskellige samfundsvidenskaber. For eksempel er hovedparten af den antropologiske forskning kvalitativ, mens hovedparten af den økonomiske forskning kvantitativ. Politologien, psykologien og sociologien er kendetegnede ved at bedrive begge slags forskning mere eller mindre ligeligt.
Derudover findes mixed methods-forskningen, der kombinerer kvalitative og kvantitative metoder i én undersøgelse.

## Kvantitativ metode
Den kvantitative metode bliver i samfundsvidenskaben brugt til at generalisere over en hel population, dvs. den gruppe, man undersøger. Kvantitativ dækker over empiri målt i mængde eller størrelse, og den kvantitative metode kan derfor bruges til at opmåle, sammenligne og forudsige den sociale verden. Der findes en række metoder til indsamling og skabelse af kvantitative data, ligesom der i den samfundsvidenskabelige litteratur er beskrevet en række metoder til at analysere den kvantitative data.
Valget af metode, empiriformer og analysestrategier afhænger af forskerens metodiske og videnskabsteoretiske præferencer. Selvom der altid findes undtagelser, læner den kvantitative sig typisk op af realistiske videnskabsteoretiske positioner såsom Positivisme, Kritisk rationalisme, Historisk materialisme og Systemteori.

### Kvantitativ empiri
Den formentlig mest kendte metode til indsamling af kvantitativ empiri er survey-undersøgelsen også kendt som spørgeskemaundersøgelsen eller rundspørgen. an beder en stikprøve, der optimalt repræsenterer den samlede population, besvare et spørgeskema, der består af faste spørgsmål typisk med faste svarkategorier, hvorefter man bruger forskellige analytiske metoder til f.eks. at undersøge sammenhænge og inferere op på den samlede population.
Der er i Danmark en stærk forvaltningstradition for at registrere data om danske borgere, virksomheder, organisationer og jordstykker. Derfor er registerdata såsom Det Centrale Virksomhedsregister (CVR), Det Centrale Personregister (CPR) og en lang andre andre registre hyppigt brugt i kvantitativ forskning både i supplement til surveys og til for eksempel økonomiske modeller. En del af de offentlige myndigheder har en praksis, hvor de på anmodning tillader brug af data i forskning, men det er ikke alle. I udlandet er disse data kendt som census-data, selvom dette i realiteten betegner noget andet. Hvor CPR er et til hver en tid opdateret register over alle danskere, er det amerikanske census-register en optælling af den amerikanske befolkning en gang hvert 10. år. Også internationale organisationer som FN, EU, OECD og WTO stiller lignende datasæt til rådighed.
Udover registerdata forstået som forvaltningsdata bruges big data også hyppigt især uden for det offentlige. Big data betegner de registreringer typisk private virksomheder gør sig om deres kunder og brugere. Både forskere, virksomheder og organisationer benytter big data som empiri for kvantitative undersøgelser. Det kan eksempelvis dreje sig om brugere af offentlig transports rejsevaner, aktivitet på sociale medier, registreringer af geo-lokationsdata fra mobiltelefoner og trafik på hjemmesider.
Kvantitative studier af kunst og andre kulturfænomener gør ofte brug af kvantitativ indholdsanalyse. Dette betegner som regel optællinger af fænomener i de undersøgte produkter. For at sikre undersøgelsens gyldighed og pålidelighed må forskeren sikre, at der er klare definitioner for de fænomener, der undersøges, så alt relevant og kun det relevante medtælles. Denne proces kaldes operationalisering og dækker over processen, hvor forskeren går fra teoretiske definitioner til konkrete, praktiske definitioner. Eksempelvis kan forskeren være interesseret i at undersøge hyppigheden af fænomenet solstik i film, og derefter operationalisere, så alle gange, hvor karakterer omtaler at være solbrændte, og hvor karakterer er blevet røde efter at være ude i solen, tælles med.
Derudover kan forskeren designe et eksperiment, der bliver brugt til at undersøge sammenhængen mellem eller kausalle logikker mellem variable. Dette bruges ofte inden for psykologien og til dels inden for den økonomiske og sociologiske forskning i for eksempel spilteori. Målet er som regel at opstille et design, der holder alle variable på nær én konstant. Inspireret af naturvidenskaben kan man derfor med stor sikkerhed sige, at netop denne variabel forårsager den forskel, man finder. Man kan naturvidenskabeligt opstille et eksperiment for at undersøge, om vand er nødvendige for planters liv. To ens planter sættes i identiske miljøer, hvor den ene tilføres vand, og den anden ikke gør. Planten med vand forventes at leve, mens planten uden vand forventes at dø. På samme måde kan man opstille eksperimenter med mennesker, hvor man undersøger, hvad udfaldet er.

### Kvantitative analysestrategier
De kvantitative analysestrategier har som regel det til fælles, at de med statistik bearbejder den kvantitative empiri for at opmåle, sammenligne og forudsige fænomener. Tabel-, regressions- og multipel korrespondanceanalyse benyttes til at undersøge sammenhænge mellem variabler, mens faktor-, segments- og klasseanalysen klassificerer enten variabler eller enheder i kvantitative datasæt.

#### Sammenhænge
Den simple tabelanalyse er den mest grundlæggende samfundsvidenskabelige analyseform. Ved at opskrive data fordelt på kolonner og rækker, kan forskeren udlede sammenhænge mellem kategorierne. Tabellerne klassificeres enten som en frekvenstabel, der viser hyppigheden af kategorier både i absolutte og relative værdier, eller som en krydstabel, der viser sammenhængen mellem to eller flere variable. Ulempen ved den simple tabelanalyse er, at den ikke egner sig til kontinuerte variable eller flere end tre variable.
Sammen med tabelanalysen er regressionsanalysen formentlig den mest udbredte. Her findes den bedste model til at beskrive sammenhængen mellem en afhængig variabel og en eller flere uafhængige variable. Modellen kan variere i kompleksitet, hvor den lineære regression er den mest simple, men også den mest udbredte. Her forventes en lineær sammenhæng mellem variablerne, hvor man i eksponentielle regressioner forventer eksponentiel vækst. Modellen kan både opskrives som en ligning, men også visualiseres grafisk.
Multipel korrespondanceanalyse er en analysemetode til at undersøge komplicerede sammenhænge og mønstre, som tabelanalysen ikke rækker til for eksempel på grund af antallet af variable. Hvis variablene er målt på forskellige skalaniveauer, er datapunkterne ikke målfaste mellem akserne. Den multiple korrespondanceanalyse sikrer, at den grafiske visualisering af alle variablene er efter den samme målestok.
Med økonomiske modeller kan man på mere eller mindre simpel vis opstille en eller flere økonomiske sammenhænge. I sig selv behøver en økonomisk model ikke nødvendigvis være kvantitativ, men økonomisk modellering bruges ofte sammen med forskningsresultater, der beskriver sammenhænge, og aktuel registerdata, så modellen eksempelvis kan forudsige effekten af finanspolitiske tiltag på makroøkonomiske faktorer såsom ledighed, inflation og vækst.

#### Klassifikation
Faktoranalysen bruges til at klassificere variable i et datasæt. Med faktoranalysen kan man lede efter systematikker i forskellige variable. I et hypotetisk spørgeskema, hvor der eksempelvis spørges om både indkomst, formue og ejendom, vil man forvente, at scorer man højt på en af disse tre, scorer man også højt på de andre. Der spørges også om hvor hvor godt respondentens syn er og om respondenten bruger briller. Også her vil man forvente en systematik i besvarelserne, da respondenter med synsproblemer som regel bruger briller. Faktoranalysen kan samle de tre første økonomiske variable og de to næste synsvariable til samlet set to såkaldte mål, hvilket overskueliggør videre analyse for eksempel i form af regressionsanalyser.
Latent klasseanalyse er beregnet til at udlede en række latente, dvs. uobserverbare eller ikke-empiriske, klasser, det forventes de manifeste, dvs. observerbare eller empiriske, variable er betinget af. For eksempel vil valget af livstilsprodukter kunne være et produkt af en række grundoverbevisninger (såsom miljøbevidsthed), man kan klassificere folk ud fra.
Segmentanalysen også kaldet klyngeanalysen benyttes til at gruppere respondenterne i en survey eller enhederne i ethvert andet datasæt i en række segmenter eller klynger på baggrund af hvor ens enhederne er. Dette gøres på baggrund af de variable, der er tilgængelige i datasættet. Med et datasæt over danske virksomheder vil man kunne gruppere dem, i en survey vil man kunne samle respondenterne i klynger baseret på eksempelvis livstil og med et datasæt over danske film vil man eksempelvis kunne genrebestemme dem.

## Kvalitativ metode
Hvor den kvantitative metode bruges til at generalisere over populationer med relativt få variable, kan man kvalitativt bedre skabe et helhedsbillede af undersøgelsesgenstanden eller -feltet, da man her indsamler mange variable, som man ofte fortolker på. Af kvalitative metoder kan nævnes forskningsinterviewet, fokusgruppeinterviewet, observationsstudiet, deltagerobservation og dokumentstudier, der alle betegner forskellige dataindsamlingsprocesser. Den dybe forståelse af de relativt få enheder i undersøgelsen har ofte andre funktioner for forskeren, end enhederne har i den kvantitative undersøgelse. Den kvalitative forskning kan for eksempel bruges til at sammenligne mellem cases, danne idealtyper eller drage konklusioner om mennesker generelt ved at sample med henblik på maksimal variation mellem undersøgelsesenhederne.

## Mixed methods
Selvom der stadig bliver bedrevet meget hhv. kvantitativ og kvalitativ samfundsvidenskabelig forskning, bliver det også mere og mere udbredt at lave såkaldt mixed method-forskning, der integrerer de to tilgange i ét undersøgelsesdesign.